# Идрисов, Рустам Шамилевич
Рустам Шамилевич Идрисов (20 декабря 1986, Москва) — российский и узбекский футболист.

## Биография
В детстве занимался футболом в спортшколах «СДЮШОР-44 Красногрвардеец» и «Динамо». В 2007 году выступал в Суперлиге Узбекистана за «Навбахор». Вернувшись в Россию, Идрисов играл за коллективы второго дивизиона.
В 2010 году форвард перешел в один из сильнейших клубов Таджикистана — «Регар-ТадАЗ». Однако уже осенью форвард покинул его. По его словам, в команде были недовольны его статистикой: за два круга ему удалось забить всего два гола. Затем футболист некоторое время провел в казахстанском «Кыране», после чего вновь вернулся в Россию, где он, в основном, выступал за любителей.
В настоящий момент Идрисов играет в московской любительской F лиге.

## Достижения
- Обладатель Кубка Таджикистана: 2011
- Серебряный призёр чемпионата Таджикистана: 2011